# 叉耙短蛇鯖
叉耙短蛇鯖為輻鰭魚綱鱸形目鯖亞目蛇鯖科的其中一種，分布於東南太平洋區的復活節島、智利、西南太平洋的新喀里多尼亞、澳洲、紐西蘭、斐濟等海域，棲息深度80-800公尺，體長可達72.5公分，棲息在中底層水域，屬肉食性，以魚類、甲殼類、頭足類等為食。

## 擴展閱讀
維基物種上的相關：叉耙短蛇鯖